# La Bibliothèque pour la lecture

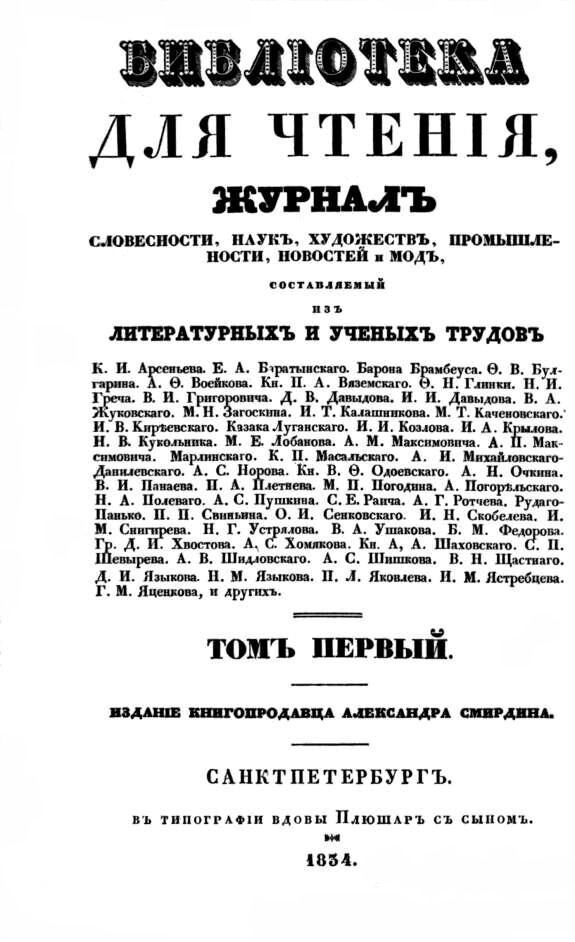
Premier tome de la Bibliothèque pour la lecture

La Bibliothèque pour la lecture (Biblioteka dlia tchtenia, Библиотека для чтения) est une revue mensuelle, premier journal à grand tirage de l'Empire russe, qui parut à Saint-Pétersbourg de 1834 à 1865.
Cette revue fut fondée par Alexandre Smirdine, libraire et éditeur pétersbourgeois, en 1834, avec comme rédacteur en chef Ossip Senkovski qui était payé 15 000 roubles, somme importante pour l'époque. La différence entre éditeur et rédacteur en chef était une nouveauté aussi pour l'époque en Russie. Les auteurs recevaient 200 roubles d'honoraires par page et les auteurs les plus connus pouvaient en recevoir 1 000 roubles par page.
Cette revue consacrée à la littérature, la science, les arts, l'industrie, les nouvelles d'actualité et la mode, paraissait tous les 1ers du mois. Chaque numéro comportait entre 25 et 30 pages. La littérature russe était une rubrique permanente, ainsi que la littérature étrangère, surtout française ou allemande, la science et les arts, l'agriculture et l'industrie, la critique littéraire, les extraits de nouvelles œuvres. Chaque numéro comportait des gravures de mode, avec leur description.
En 1835, la Bibliothèque pour la lecture avait 5 000 abonnés, en 1837, 7 000, pour un coût annuel de 50 roubles.
Nikolaï Griétch fut corédacteur pendant les premières années. On y publia des écrits d'Ivan Kalachnikov, comme la Vie d'une paysanne (1835, tome XIII), d'Alexandre Ivanitsky, de Piotr Erchov (Le Petit Cheval bossu), etc. Cependant pendant les années 1840, la revue rencontra des difficultés et les abonnements tombèrent à 3 000 en 1847. Smirdine laissa son poste en 1848 à V. Petchatkine qui prit comme rédacteur A. Starchevsky.
Les nouvelles d'Elisaveta Akhmatova (1820-1904) parurent dans la revue de 1848 à 1854, sous son pseudonyme de Leïla, dont certaines étaient consacrées à la condition des femmes.
Ossip Senkovski fut démissionné en 1856 et fut remplacé par Alexandre Droujinine qui fit paraître par exemple La Pupille d'Ostrovski, puis en 1860 par Alexeï Pissemski qui était rédacteur en chef adjoint depuis trois ans. Nikolaï Aristov, historien et essayiste, y collabora alors pendant trois ans, et l'on publia des essais de Piotr Gorsky (1826-1877), avant sa relégation. Piotr Boborykine, futur ami de Zola, des frères Goncourt et d'Alphonse Daudet commença de collaborer en 1863 à la revue dont il prit la tête quelque temps plus tard. La revue cessa de paraître en avril 1865. 